# BBC Proms

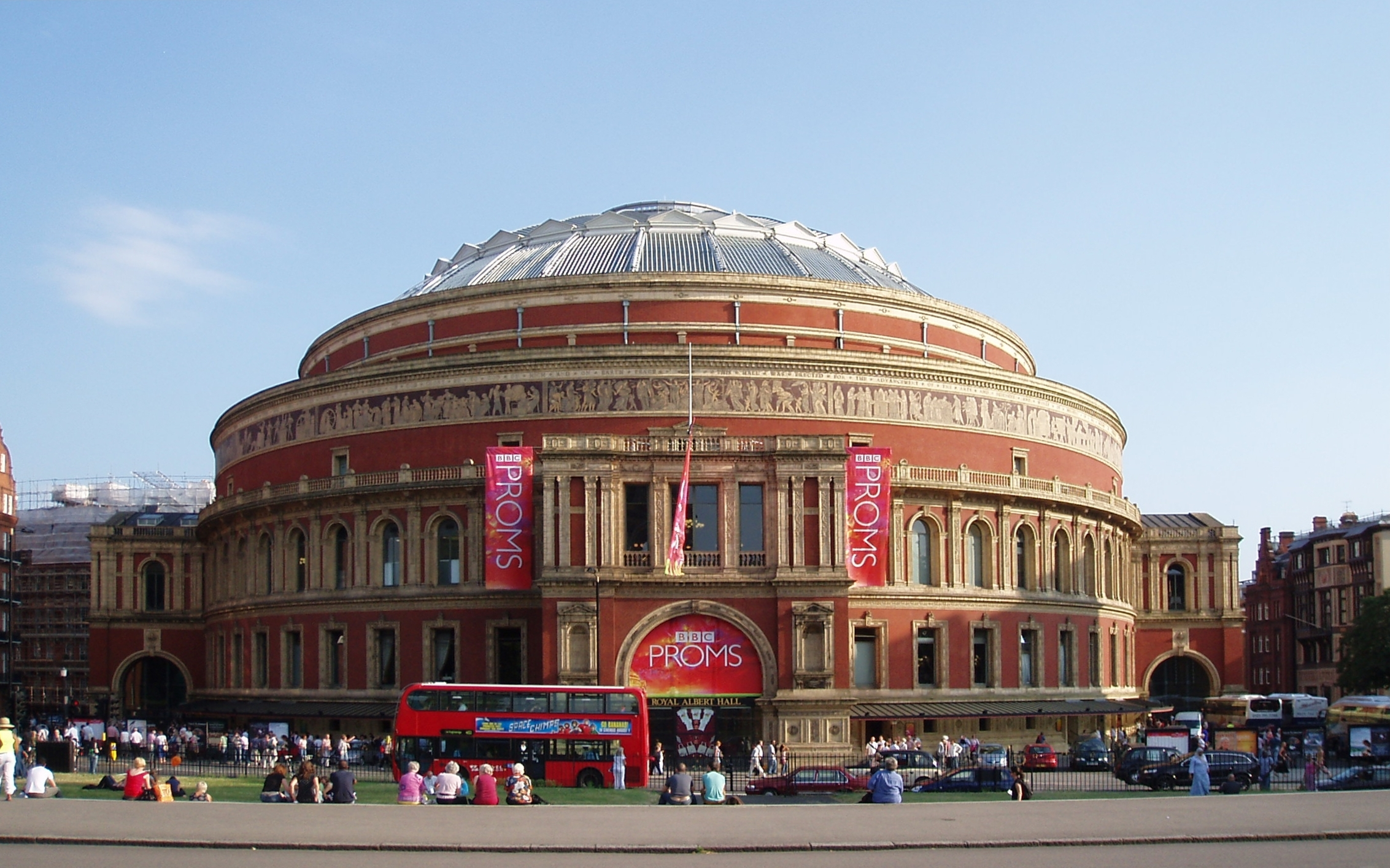
Exteriér Royal Albert Hall během festivalu BBC Proms 2008

BBC Proms nebo jen The Proms je hudební festival klasické hudby, který se koná každoročně v létě v centru Londýna, především pak v Royal Albert Hall.
Festival trvá osm týdnů, v jejichž průběhu se denně hrají orchestrální koncerty a další hudební přestavení.
Prom je zkráceninou slov promenádní koncert, výrazu, který původně označoval koncerty pod širým nebem v londýnských veřejných parcích, kde obecenstvo může během koncertů volně promenovat.

## Historie
Festival The Proms byl založen v roce 1895 a v současné době jej organizuje a přenáší rozhlasová a televizní stanice BBC. Každý ročník sestává z koncertů v Royal Albert Hall, koncerty komorní hudby v Cadogan Hall a dalších „Proms“ v rámci koncertů v parcích po celém Spojeném království, zakončené závěrečným večerním koncertem „Last Night of the Proms“ a spojené se vzdělávacími a dětskými představeními. Jiří Bělohlávek the Proms popsal jako „největší a nejdemokratičtější hudební festival na světě“.

## Dirigenti závěrečného večera
Následující tabulka obsahuje seznam dirigentů závěrečného večera (Last Night of the Proms). Obvykle od působení Sira Malcoma Sargenta byl šéfdirigent Symfonického orchestru BBC současně dirigentem závěrečného koncertu, ale při různých příležitostech tento koncert řídili hostující dirigenti. Kromě toho bylo až do roku 1980 tradicí, že jím byl britský dirigent. Sir Charles Mackerras byl prvním dirigentem narozeným mimo území Británie. V roce 2001 jím byl Leonard Slatkin jako první americký dirigent a v roce 2007 byl dirigentem závěrečného koncertu Jiří Bělohlávek jako první dirigent, jehož rodným jazykem není angličtina. V roce 2013 pak byla dirigentkou Marin Alsopová jako první žena.
| Dirigent              | Závěrečný koncert(y) ...2     | Závěrečný koncert(y) ...2 | Závěrečný koncert(y) ...2 | Závěrečný koncert(y) ...2 | Závěrečný koncert(y) ...2 | Závěrečný koncert(y) ...2 | Závěrečný koncert(y) ...2 | Závěrečný koncert(y) ...2 |
| Dirigent              | 19. stol. –40. léta 20. stol. | 50. léta                  | 60. léta                  | 70. léta                  | 80. léta                  | 90. léta                  | 2000-2009                 | 2010-současnost           |
| --------------------- | ----------------------------- | ------------------------- | ------------------------- | ------------------------- | ------------------------- | ------------------------- | ------------------------- | ------------------------- |
| Henry Wood 3          | 1895–1938, 1941–1943 2        |                           |                           |                           |                           |                           |                           |                           |
| Sir Adrian Boult      | 1945, 1946 1 7                |                           |                           |                           |                           |                           |                           |                           |
| Basil Cameron         | 1945 7                        |                           |                           |                           |                           |                           |                           |                           |
| Constant Lambert      | 1945 7                        |                           |                           |                           |                           |                           |                           |                           |
| Sir Malcolm Sargent   | 1947–1966                     | 1947–1966                 | 1947–1966                 |                           |                           |                           |                           |                           |
| Colin Davis 4         |                               |                           | 1967–1972                 | 1967–1972                 |                           |                           |                           |                           |
| Norman Del Mar        |                               | 1973, 1975                | 19831                     |                           |                           |                           |                           |                           |
| Sir Charles Groves    | 1974, 1976, 19781             |                           |                           |                           |                           |                           |                           |                           |
| James Loughran        | 1977, 1979                    | 1981, 1982, 19841         |                           |                           |                           |                           |                           |                           |
| Sir Charles Mackerras |                               | 19801                     |                           |                           |                           |                           |                           |                           |
| Vernon Handley        | 19851                         |                           |                           |                           |                           |                           |                           |                           |
| Raymond Leppard       | 19861                         |                           |                           |                           |                           |                           |                           |                           |
| Mark Elder 5          | 19871                         | 20061                     |                           |                           |                           |                           |                           |                           |
| Andrew Davis 6        | 19881                         | 19908–1992, 1994–1999     | 20001                     | 201810                    |                           |                           |                           |                           |
| Sir John Pritchard    | 1989                          |                           |                           |                           |                           |                           |                           |                           |
| Barry Wordsworth      |                               | 19931                     |                           |                           |                           |                           |                           |                           |
| Leonard Slatkin       |                               | 2001–2004                 |                           |                           |                           |                           |                           |                           |
| Paul Daniel           | 20051                         |                           |                           |                           |                           |                           |                           |                           |
| Jiří Bělohlávek       | 2007                          | 2010, 2012                |                           |                           |                           |                           |                           |                           |
| Sir Roger Norrington  | 20081                         |                           |                           |                           |                           |                           |                           |                           |
| David Robertson       | 20091 9                       |                           |                           |                           |                           |                           |                           |                           |
| Edward Gardner        |                               | 20111                     |                           |                           |                           |                           |                           |                           |
| Marin Alsopová        | 2013, 20151                   |                           |                           |                           |                           |                           |                           |                           |
| Sakari Oramo          | 2014, 2016, 2017              |                           |                           |                           |                           |                           |                           |                           |

- ^1 Ujal se činnosti jako hostující dirigent, spíše než jako stálý šéfdirigent Symfonického orchestru BBC.
- ^2 Zkrácení ročníku 1939 po vypuknutí války, a ročníku 1940 kvůli německému bombardování Londýna, znamená, že nebyla oficiální závěrečný koncert. Bylo odehráno jen několik prvních veřejných koncertů v roce 1944 kvůli dalšímu bombardování. Henry Wood zemřel krátce před možným ukončením ročníku 1944.[3]
- ^3 Sir Henry od roku 1911 dále
- ^4 Později Sir Colin
- ^5 Později Sir Mark
- ^6 Sir Andrew od roku 1999 dále[4]
- ^7 Constant Lambert, Basil Cameron a Sir Adrian Boult se ujali společně řízení po návratu v roce 1945
- ^8 Nahradil Marka Eldera
- ^9 Robertson byl hlavním hostujícím dirigentem Symfonického orchestru BBC v letech 2005 až 2012
- ^10 Davis je současným čestným dirigentem Symfonického orchestru BBC, sloužil jako šéfdirigent v letech 1989-2000.